# Bierutów
Bierutów é um município da Polônia, na voivodia da Baixa Silésia e no condado de Oleśnica. Estende-se por uma área de 8,36 km², com 4 935 habitantes, segundo os censos de 2018, com uma densidade de 590 hab/km².